# 直接推理
直接推理（immediate inference），是日常语言和亚里士多德的词项逻辑中常见的基本推理形式。不同于从两个直言命题得出一个直言命题的直言三段论，它从一个直言命题得出另一个直言命题，所以被称为是直接的 。
在传统逻辑中，有效的直接推理是换质法（Obversion）、换位法（Conversion）、对置法（Contraposition）和反对置法（Obverted Contraposition）。

## 四种直言命题之间的关系
直言命题的四种类型的谓词逻辑表示：
- 全称肯定命题（A）：{\displaystyle \forall x(S(x)\rightarrow P(x))}，所有S是P。
- 全称否定命题（E）：{\displaystyle \forall x(S(x)\rightarrow \lnot P(x))}，所有S不是P。
- 特称肯定命题（I）：{\displaystyle \exists x(S(x)\land P(x))}，有些S是P。
- 特称否定命题（O）：{\displaystyle \exists x(S(x)\land \lnot P(x))}，有些S不是P。

全稱肯定命題和特稱否定命題之间以及全稱否定命題和特稱肯定命題之间是矛盾關係：
{\displaystyle \forall x(S(x)\rightarrow P(x))\land \exists x(S(x)\land \lnot P(x))\implies \exists x((\lnot P(x))\land P(x))\implies \bot }。
{\displaystyle \forall x(S(x)\rightarrow \lnot P(x))\land \exists x(S(x)\land P(x))\implies \exists x(P(x)\land \lnot P(x))\implies \bot }。
全稱肯定命題和全稱否定命題二者如果並立，就會在主词对应的范畴确有个体存在之時產生矛盾，它們之間是反對關係：
{\displaystyle \forall x(S(x)\rightarrow P(x))\land \forall x(S(x)\rightarrow \lnot P(x))\implies \forall x(S(x)\rightarrow (P(x)\land \lnot P(x)))\implies \forall x(S(x)\rightarrow \bot )}，
{\displaystyle \exists xS(x)\land \forall x(S(x)\rightarrow \bot )\implies \bot }。
从矛盾关系可以直接得出全称量词和存在量词之间的对偶关系：
- 全称肯定命题（A）：{\displaystyle \forall x(S(x)\rightarrow P(x))\iff \lnot \exists x(S(x)\land \lnot P(x))}，没有S不是P。
- 全称否定命题（E）：{\displaystyle \forall x(S(x)\rightarrow \lnot P(x))\iff \lnot \exists x(S(x)\land P(x))}，没有S是P。
- 特称肯定命题（I）：{\displaystyle \exists x(S(x)\land P(x))\iff \lnot \forall x(S(x)\rightarrow \lnot P(x))}，并非所有S不是P。
- 特称否定命题（O）：{\displaystyle \exists x(S(x)\land \lnot P(x))\iff \lnot \forall x(S(x)\rightarrow P(x))}，并非所有S是P。

四種直言命題的上述加粗表述，是亞里士多德《解釋篇》中採用的表述形式。

### 蕴含关系
全稱命題和特稱命題之间是有条件的蘊涵關係：
- 在主词对应的范畴确有个体存在的条件下，全称肯定命题（A），蕴涵特稱肯定命题（I）：
{\displaystyle \exists xS(x)\land \forall x(S(x)\rightarrow P(x))\implies \exists x(S(x)\land S(x))\land \forall x(S(x)\rightarrow P(x))\implies \exists x(S(x)\land P(x))}。
- 在主词对应的范畴确有个体存在的条件下，全称否定命题（E），蕴涵特稱否定命题（O）：
{\displaystyle \exists xS(x)\land \forall x(S(x)\rightarrow \lnot P(x))\implies \exists x(S(x)\land S(x))\land \forall x(S(x)\rightarrow \lnot P(x))\implies \exists x(S(x)\land \lnot P(x))}。

全称肯定命题蕴涵特稱肯定命题，在亞里士多德《前分析篇》中用於建立特定的三段論形式，即AAI-3和EAO-3。
将蘊涵關係中的特稱命題替代爲其對偶的全稱命題，則全稱命題之間的反對關係體現爲：
- 在主词对应的范畴确有个体存在的条件下，如果全称肯定命题（A）為真，則全称否定命题（E）為假：
{\displaystyle \exists xS(x)\land \forall x(S(x)\rightarrow P(x))\implies \lnot \forall x(S(x)\rightarrow \lnot P(x))}。
- 在主词对应的范畴确有个体存在的条件下，如果全称否定命题（E）為真，則全称肯定命题（A）為假：
{\displaystyle \exists xS(x)\land \forall x(S(x)\rightarrow \lnot P(x))\implies \lnot \forall x(S(x)\rightarrow P(x))}。

### 下反对关系
將蘊涵關係中的全稱命題替代爲其對偶的特稱命題，还確立了特稱命題之間的下反對關係：
- 在主词对应的范畴确有个体存在的条件下，如果特稱否定命題（O）為假，則特稱肯定命題（I）為真：
{\displaystyle \exists xS(x)\land \lnot \exists x(S(x)\land \lnot P(x))\implies \exists x(S(x)\land P(x))}。
- 在主词对应的范畴确有个体存在的条件下，如果特稱肯定命題（I）為假，則特稱否定命題（O）為真：
{\displaystyle \exists xS(x)\land \lnot \exists x(S(x)\land P(x))\implies \exists x(S(x)\land \lnot P(x))}。

### 对立四边形
四种直言命题之间的关系，通常用对立四边形来表示。
1. 在主词对应的范畴沒有个体存在之時：
特稱肯定命題（I）和特稱否定命題（O）都爲假，而全稱肯定命题（A）和全稱否定命题（E）都爲真。
蘊涵關係的主詞非空的前提爲假，它與這两个全稱命題的合取都爲假。
2. 在主词对应的范畴有{\displaystyle \,1\,}个个体存在之時：
要么特稱肯定命题（I）和全稱肯定命题（A）都爲真，而特稱否定命題（O）和全稱否定命題（E）都爲假；
要么特稱否定命題（O）和全稱否定命題（E）都爲真，而特稱肯定命题（I）和全稱肯定命题（A）都爲假。
3. 随着这个范畴中个体数量增加，可能保持此前的并立状态，也可能转变并保持为新的并立状态：
特稱肯定命題（I）和特稱否定命題（O）都爲真，而全稱肯定命题（A）和全稱否定命题（E）都爲假。

## 換位法
换位法对调主词和谓词的位置：
- 全称否定命题（E）：{\displaystyle \forall x(S(x)\rightarrow \lnot P(x))\iff \forall x(P(x)\rightarrow \lnot S(x))}，所有P不是S。
- 特称肯定命题（I）：{\displaystyle \exists x(S(x)\land P(x))\iff \exists x(P(x)\land S(x))}，有些P是S。

## 換質法
换质法否定谓词本身而改变命题的性质，这裡有{\displaystyle \lnot A^{\complement }\iff A}：
- 全称肯定命题（A）变为全称否定命题（E）：{\displaystyle \forall x(S(x)\rightarrow P(x))\iff \forall x(S(x)\rightarrow \lnot P^{\complement }(x))}，所有S不是非P。
- 全称否定命题（E）变为全称肯定命题（A）：{\displaystyle \forall x(S(x)\rightarrow \lnot P(x))\iff \forall x(S(x)\rightarrow P^{\complement }(x))}，所有S是非P。
- 特称肯定命题（I）变为特称否定命题（O）：{\displaystyle \exists x(S(x)\land P(x))\iff \exists x(S(x)\land \lnot P^{\complement }(x))}，有些S不是非P。
- 特称否定命题（O）变为特称肯定命题（I）：{\displaystyle \exists x(S(x)\land \lnot P(x))\iff \exists x(S(x)\land P^{\complement }(x))}，有些S是非P。

## 對置法
对置法是换质后再换位：
- 全称肯定命题（A）变为全称否定命题（E）：
{\displaystyle \forall x(S(x)\rightarrow P(x))\iff \forall x(S(x)\rightarrow \lnot P^{\complement }(x))\iff \forall x(P^{\complement }(x)\rightarrow \lnot S(x))}，所有非P不是S。
- 特称否定命题（O）变为特称肯定命题（I）：
{\displaystyle \exists x(S(x)\land \lnot P(x))\iff \exists x(S(x)\land P^{\complement }(x))\iff \exists x(P^{\complement }(x)\land S(x))}，有些非P是S。

对置全称肯定命题（A）和对置特称否定命题（O），可以分别是三段论形式AOO-2和OAO-3的推导中的起始步骤。

## 反对置法
反对置法是对置后再换质：
- 全称肯定命题（A）变为全称肯定命题（A）：
{\displaystyle \forall x(S(x)\rightarrow P(x))\iff \forall x(S(x)\rightarrow \lnot P^{\complement }(x))\iff \forall x(P^{\complement }(x)\rightarrow \lnot S(x))\iff \forall x(P^{\complement }(x)\rightarrow S^{\complement }(x))}，所有非P是非S。
- 特称否定命题（O）变为特称否定命题（O）：
{\displaystyle \exists x(S(x)\land \lnot P(x))\iff \exists x(S(x)\land P^{\complement }(x))\iff \exists x(P^{\complement }(x)\land S(x))\iff \exists x(P^{\complement }(x)\land \lnot S^{\complement }(x))}，有些非P不是非S。

## 引用
1. ↑  Churchill, Robert Paul.  2nd. New York: St. Martin's Press. 1990: 162. ISBN 0-312-02353-7. OCLC 21216829. Immediate inference is the assumption, without intervening—or 'mediating'—premises, that because one categorical statement is true (or false), a logically equivalent categorical statement must also be true (or false).